# Ben Heppner
Ben Heppner, CC (* 14. Januar 1956 in Murrayville, British Columbia) ist ein kanadischer Opernsänger (Tenor). Er galt als einer der führenden Heldentenöre des beginnenden Jahrtausends.

## Leben
Heppner wuchs in Dawson Creek auf; seine Eltern waren russlandmennonitische Einwanderer. Er begann seine musikalische Ausbildung an der University of British Columbia. Erste nationale Aufmerksamkeit erreichte er durch den Sieg beim CBC-Talent-Festival 1979, damals noch mit einer vorwiegend lyrischen Stimme und mit der Arie „Il mio tesoro“ des Ottavio aus Don Giovanni. 1981 debütierte er als Opernsänger als Rodrigo in Verdis Otello bei der Operngesellschaft von Vancouver.
1987 wechselte er unter Anleitung seiner Lehrer, William und Dixie Ross Neill, ins dramatische Fach und spezialisierte sich vornehmlich auf Wagner-Opern. Nach dem Stimmfachwechsel debütierte er in Ariadne auf Naxos in einer australischen Produktion. 1988 war er unter den elf Finalisten beim Vorsingen der Metropolitan Opera (Met) und gewann den renommierten Birgit-Nilsson-Preis. Es folgte sein Debüt in der Carnegie Hall. 1989 debütierte er in Europa als Lohengrin mit dem Königlichen Schwedischen Orchester Stockholm. Mit diesem Orchester trat er in derselben Rolle auch kurz darauf am Moskauer Bolschoi-Theater auf. Im Frühjahr 1988 gab er sein USA-Debüt in Chicago als Walther von der Vogelweide in Wagners Tannhäuser.
Heppners Debüt an der Met war für 1992 geplant, bereits im Dezember 1991 sprang er jedoch für den indisponierten Luciano Pavarotti in Idomeneo ein. 1992 debütierte er bei den Salzburger Festspielen in der Titelrolle in La clemenza di Tito.
Heppner arbeitete mit nahezu allen bedeutenden Dirigenten und Orchestern zusammen und trat in den großen Opernhäusern der Welt auf. Seine Paraderollen sind neben den Wagnerpartien wie Tristan in Tristan und Isolde, Stolzing in Die Meistersinger von Nürnberg sowie der Titelrolle in Lohengrin zum Beispiel Florestan in Beethovens Fidelio, die Titelpartie in Verdis Otello oder Peter Grimes in Benjamin Brittens gleichnamiger Oper.
Im April 2014 gab er bekannt, seine Laufbahn als Sänger zu beenden. Heppner engagiert sich in verschiedenen wohltätigen Organisationen.

## Ehrungen
Heppner wurde die Ehrendoktorwürde mehrerer kanadischer Universitäten verliehen, darunter die York University, die Queen’s University,  die University of Toronto, die McGill University, die Carleton University und die Memorial University of Newfoundland. Er ist seit 1999 Mitglied des Order of Canada und wurde 2000 zum Offizier und 2008 zum Companion befördert. Ihm zu Ehren wurde 2012 die Ben Heppner Vocal Music Academy für musikalisch begabte Schüler in Toronto benannt.

## Diskografie (Auswahl)
- Ludwig van Beethoven: Sinfonie Nr. 9 d-moll op. 125. Mit Bryn Terfel, Jane Eaglen, Waltraud Meier, Berliner Philharmoniker, Dirigent: Claudio Abbado (Sony Classics; 2000)
- Ludwig van Beethoven: Fidelio. Orchester der Metropolitan Opera, Dirigent: James Levine, DVD (Deutsche Grammophon; 2003)
- Ludwig van Beethoven: Fidelio. Sinfonieorchester des Bayerischen Rundfunks, Dirigent: Sir Colin Davis (RCA; 2004)
- Hector Berlioz: Die Troyaner. Mit u. a. Michelle DeYoung, Petra Lang, Sara Mingardo, Peter Matthei, London Symphony Orchestra, Dirigent: Sir Colin Davis (LSO live; 2001)
- Gustav Mahler: Sinfonie Nr. 8 Es-Dur. Mit u. a. Sergej Leiferkus, Rene Pape, Sharon Sweet, Vesselian Kasarova, Sinfonieorchester des Bayerischen Rundfunks, Dirigent: Sir Colin Davies (RCA; 1996)
- Gustav Mahler: Das Lied von der Erde. Mit Waltraud Meier, Sinfonieorchester des Bayerischen Rundfunks, Dirigent: Lorin Maazel (BMG Entertainment; 2000)
- Gustav Mahler: Sinfonie Nr. 8 Es-Dur. Mit u. a. Jan-Hendrik Rootering, Anne Schwanewilms, Jane Eaglen, Royal Concertgebouw Orchestra, Dirigent: Riccardo Chailly (Decca;  2001)
- Jules Massenet: Herodiade. Mit u. a. Cheryl Studer, Nadine Denize, Thomas Hampson, José van Dam, Orchestre du Capitole de Toulouse, Dirigent: Michel Plasson (EMI; 1995)
- Giacomo Puccini: Turandot. Mit u. a. Éva Marton, Margaret Price, Münchner Rundfunkorchester, Dirigent: Roberto Abbado (RCA; 1993)
- Arnold Schönberg: Gurrelieder. Mit u. a. Deborah Voigt, Waltraud Meier, Ernst Haefliger, Münchner Philharmoniker, Dirigent: James Levine (Oehms Classics; 2004)
- Richard Wagner: Die Meistersinger von Nürnberg. Mit u. a. Bernd Weikl, Cheryl Studer, Kurt Moll, Siegfried Lorenz, Bayerisches Staatsorchester, Dirigent: Wolfgang Sawallisch (EMI; 1994)
- Richard Wagner: Lohengrin. Mit u. a. Sharon Sweet, Éva Marton, Sergei Seiferkus, Jan-Hendrik Rootering, Bryn Terfel, Sinfonieorchester des Bayerischen Rundfunks, Dirigent: Sir Colin Davies (RCA; 1995)
- Richard Wagner: Der Fliegende Holländer. Mit u. a. James Morris, Deborah Voigt, Jan-Hendrik Rootering, Paul Groves, Brigitta Svendén, Orchester der Metropolitan Opera, Dirigent: James Levine (Sony Classical; 1997)
- Richard Wagner: Die Meistersinger von Nürnberg. Mit u. a. José van Dam, Karita Matilla, Chicago Symphony Orchestra, Dirigent: Sir Georg Solti (Decca; 2000)
- Richard Wagner: Die Meistersinger von Nürnberg. Orchester der Metropolitan Opera, Dirigent: James Levine DVD (Deutsche Grammophon; 2004)
- Richard Strauss: Die Frau ohne Schatten. Mit u. a. Deborah Voigt, Hanna Schwarz, Franz Grundheber, Sabine Hass, Staatskapelle Dresden, Dirigent: Giuseppe Sinopoli (Teldec; 1997)
- Richard Strauss: Ariadne auf Naxos. Mit u. a. Deborah Voigt, Natalie Dessay, Anne Sofie von Otter, Staatskapelle Dresden, Dirigent: Giuseppe Sinopoli (Deutsche Grammophon; 2001)
- Carl Maria von Weber: Oberon. Mit u. a. Garry Lakes, Deborah Voigt, Delores Ziegler, Dwayne Croft, Victoria Livengood, Kölner Philharmoniker, Gürzenich-Orchester, Dirigent: James Conlon (EMI; 1992)